# Melanolophia viriditincta
Melanolophia viriditincta är en fjärilsart som beskrevs av W. Warren 1906. Melanolophia viriditincta ingår i släktet Melanolophia och familjen mätare. Inga underarter finns listade i Catalogue of Life.